# 東条琴台

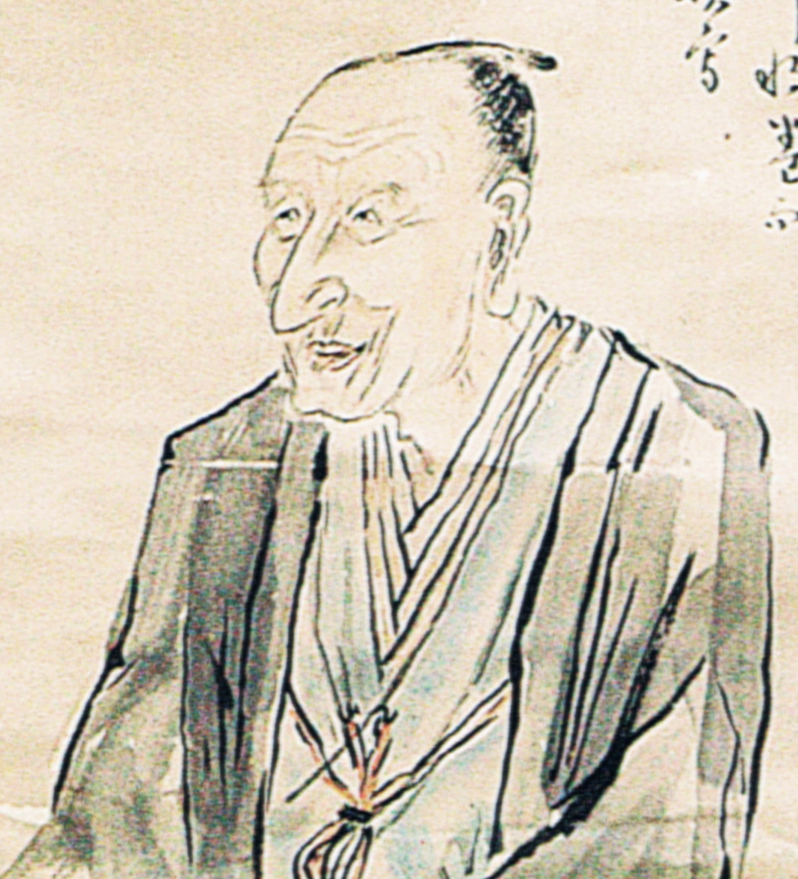
明治元年（1868年）鈴木鵞湖筆「東条琴台肖像」実践女子大学図書館蔵

東条琴台（とうじょう きんだい、寛政7年6月7日〈1795年7月22日〉 - 明治11年〈1878年〉9月26日）は江戸時代後期から明治にかけての儒学者。幼名は義蔵または幸蔵。名は信耕。字は子臧。通称は文左衛門、後に源右衛門。別号に無得斎、呑海堂、掃葉山房。
江戸の医家に生まれ、大田錦城、亀田鵬斎等に学び、越後高田藩に仕えた。嘉永年間、海防論を説いた『伊豆七島図考』で筆禍に遭い、江戸を離れて高田城下で修道館教授を務めた。明治には東京に戻り、新政府下で神官を歴任した。
『先哲叢談後編』『続編』の編者として知られる。兄に花笠文京、孫に下田歌子がいる。

## 生涯

### 江戸時代
寛政7年6月7日（1795年）、江戸芝宇田川町に生まれた。父に四書五経を習い、文化6年（1809年）頃から伊東藍田、倉成竜渚、尾藤二洲、山本北山、大田錦城、亀田鵬斎等に師事し、多彩な学派に接触した。
文化14年（1817年）、数え23歳のとき、大田錦城の弟子であった美濃岩村藩士平尾信従（他山）に跡継ぎがなかったため、錦城の周旋により婿養子に入り、一子鍒蔵をもうけた。しかし江戸幕府では林述斎が異学の禁を唱え、述斎の出身である岩村藩でも異学への風当たりが強くなったため、平尾家は折衷学に傾いていた琴台に跡を継がせることを憂慮し、文政2年（1819年）離縁に至った。
文政7年（1824年）、遂に折衷学を棄て、昌平坂学問所で林家に朱子学を学んだ。文政10年（1827年）、越後高田藩榊原政令に登用され、また3年間幕府賄方小吏も勤めた。
天保3年（1832年）春、柳橋の酒楼で戯作者や浮世絵師等500人余りを会した盛大な書画会を催したところ、華美に過ぎるとして林家から破門されたが、琴台は開き直って湯島の酒楼で除門会を催した。

### 高田時代
嘉永3年（1850年）、海防論を説いた『伊豆七島図考』が幕府に咎められ、高田藩邸に幽閉となった。嘉永4年5月（1851年）解除され、夏榊原政愛の命で越後国高田城下江戸長屋に移り、 嘉永6年（1853年）西之辻通外堀際幸橋長屋に移った。
文久初年には信濃国松代や越中国高岡へ旅に出た。
慶応2年11月（1866年）、高田岡島町に藩校修道館（新潟県立高田高等学校）が開館すると、琴台はその教官筆頭に就任した。慶応3年7月16日（1867年）、藩命により長岡、三条を経て会津藩の情勢を偵察した。

### 東京時代
明治元年8月（1868年）、鎮将府より召命が下り、9月8日東京へ上った。大学で書を講じ、間もなく高田に戻った。
明治2年11月18日（1869年）、一家で東京に上り、明治3年9月（1870年）徴命により宣教使に出仕、閏10月20日宣教少博士に任命された。宣教使内では攘夷論の国学者等と対立した。明治4年3月（1871年）、前年刊行した『聖世紹胤録』が「不都合之廉不少」として発行差止となる。
明治5年3月（1872年）、神祇省廃止により宣教使は廃官となり、8月30日亀戸天神社祠官、次いで9月24日権中講義に任ぜられた。
新暦明治7年（1874年）5月5日に教部省十等出仕、考証掛となったが、眼病に罹り、明治8年（1875年）7月辞職、間もなく失明した。
明治11年（1878年）9月26日、浅草西鳥越町旧忍藩邸にて死去。辞世は「勧学志無伸。終身臥草莽。蓋棺微百事。同人誰感賞。」「くちぬ名を問ふ人あらはかねてよりなき世の友をまつとこたへよ」。9月27日神葬祭の後、忍藩の菩提寺谷中天眼寺に葬られた。後に江東区東向島蓮花寺に改葬された。
昭和3年（1928年）、従五位を追贈された。

## 雅号の由来
「琴台」は琴を据える台の意で、愛読書、明梁橋撰『氷川詩式』にも採られる杜甫の詩「琴台」に拠ると見られる。
```
茂陵多病後　茂陵（
司馬相如
）多病の後
尚愛卓文君　尚ほ愛す
卓文君

酒肆人間世　酒肆・人間の世
琴臺日暮雲　琴台・日暮の雲
野花留寶靨　野花宝靨を留め
蔓草見羅裙　蔓草羅裙を見る
歸鳳求凰意　帰鳳求凰（『
鳳求凰
（
中国語版
）
』）の意
寥寥不復聞　寥寥として復た聞かず
```

文左衛門は師亀田鵬斎の通称に倣った。

## 転居歴
- 芝宇田川町
- 神田門内邸舎[10]
- 文政10年（1827年）2月 - 住吉町[10]
- 同年3月 - 浅草誓願寺門前[10]
- 同年10月 - 下谷三味線堀[10]
- 天保3年（1832年）12月 - 浅草阿部川町[10]
- 天保4年（1833年）10月 - 通油町大丸新道[10]
- 天保5年（1834年）5月 - 畑銀鶏宅[10]
- 同年 - 根岸石田醒斎別邸[10]
- 入谷[10]
- 天保7年（1836年） - 下谷三味線堀星野邸門房[10]
- 高田藩邸
- 嘉永4年（1851年） - 越後国高田城下
- 明治2年（1869年） - 池之端高田藩邸[10]
- 明治5年（1872年） - 鳥越町忍藩邸[10]

## 主な著書
『先哲叢談後編』
『先哲叢談続編』
『幼学詩韻』
天保13年（1842年）1月刊。漢詩初学者のため、95の詩題別に適当な詩句を集成。
『近代著述目録後編』
堤朝風『近世名家著述目録』に倣い、江戸時代の名家917名の著書を列挙。写本として伝わり、里見敦愿に補校された。正宗敦夫の編纂校訂により『日本古典全集』に収録。
『日本古典全集第六期之内 近代著述目録後編』 - 国立国会図書館デジタルコレクション
『新編幼学詩韻』
天保15年（1844年）春刊。105の詩題別に古人の詩659首を集成。
『新定詩語砕金』
弘化5年（1848年）1月刊。155の詩題別に詩語を集成。
『続聯珠詩格』
嘉永4・5年（1850・1851年）頃刊。元于済撰、蔡正孫補正『唐宋千家聯珠詩格』に倣い、549家1408首を収める。政治とは無関係な書ではあるが、謹慎のため幕府の目を憚り、息子の鍈二郎名義で大坂で出版。
『伊豆七島図考』
嘉永元年（1848年）8月刊。伊豆諸島、小笠原諸島について著し、海防論を説いた。嘉永3年9月幕府に咎められ、高田藩邸に幽閉された。
『清二京十八省輿地全図』
嘉永3年（1850年）9月刊。清の盛京（瀋陽）、北京及び内地全十八省の地理を解説。
『清二京十八省輿地全図』 - 国立国会図書館デジタルコレクション
『聖世紹胤録』
明治3年（1870年）3月刊（翌年3月に発禁）。洞院満季『本朝皇胤紹運録』に倣い、歴代の天皇について詳述。
『聖世紹胤録 乾』 - 国立国会図書館デジタルコレクション
『聖世紹胤録 坤』 - 国立国会図書館デジタルコレクション
『尺牘新裁』
明治6年（1873年）刊。書簡の書き方を示す。
『尺牘新裁 上』 - 国立国会図書館デジタルコレクション
『尺牘新裁 下』 - 国立国会図書館デジタルコレクション
『小学必読 女三字経』
明治6年（1873年）8月刊。『三字経』に倣い、女子の道徳を説く。
『小学必読 女三字経』 - 国立国会図書館デジタルコレクション
『頭書類語 作文訓蒙』
明治12年（1879年）11月刊。書簡の文例を示した往来物。
『頭書類語 作文訓蒙』 - 国立国会図書館デジタルコレクション
『補饑新書』
農書。死後の明治18年（1885年）5月、織田完之により刊行された。『近世地方経済史料』第7巻収録。
『補饑新書』 - 国立国会図書館デジタルコレクション

## 人物
- 6尺（約1.8m）の長身に赤ら顔で、顔を弄ったり長い耳朶を引っ張ることを癖にしており、このために血行が保たれ風邪にも罹らないなどと自慢した[34]。
- ところ構わず松かさや落ち葉、渋柿を拾い集め、燃料とした[34]。
- 酒を好んだが、一回の量は極めて少量で、菜を茹でた浸し物を肴とした[35]。潤筆料は酒1升を以ってし、数枚に渡ると2升かなどと戯れた[36]。
- 机の引き出しに色紙、糸、針等を蓄え、門下生の書籍に破損があれば自ら補綴した[35]。
- 小さい横帳を持ち歩き、誰の言であっても意に適うことがあれば書き留めた[36]。
- 高田城下を訪れた当時、高田地方には荷車が普及していなかったので、大八車の作り方を伝え、坂を登る時には「エンヤラホイ」と掛け声を出すよう教えた[37]。

## 東条氏

### 先祖
東条家に伝わる系図によれば、同家の遠祖は清和源氏武田氏支流甲斐一条氏で、一条時信の子武川太郎義行が甲斐国東条に土着し、東条次郎義信を名乗ったのが始まりという。
1. 東条次郎義信
2. 東条次郎（掃部助）頼行[38]
3. 東条次郎太郎（八郎左衛門）隆信[38]
4. 東条太郎左衛門隆庸 - 村上義清に仕え、信濃国埴科郡尼巌城主[38]。
5. 東条一郎信庸 - 川中島の戦いで討死[38]。
6. 東条太郎庸行 - 天正10年（1582年）3月武田勝頼没落後、河尻秀長に仕える[38]。
7. 東条太郎大夫庸言[38]
8. 東条源左衛門庸元[38]
9. 東条源大夫元胤[38]
10. 東条八郎左衛門信名（元禄3年（1690年）1月18日没）[38]
11. 東条信友（元文5年（1740年）8月23日没） - 友庵、橘井堂、三益と号す[38]。
12. 東条庸胤（明和5年（1768年）2月22日没） - 通庵、三省堂、杏翁と号す[38]。
13. 東条庸貞（文化14年（1817年）9月6日没） - 高徹、高哲と号す[38]。

### 家族
- 実父：東条黙斎 - 享伯[39]。
  - 実兄：花笠文京 - 戯作者[39]。
- 養父：平尾鍬蔵信従 - 号は他山。美濃岩村藩士[40]。
- 妻：貞（寛政8年（1796年） - 明治17年（1884年）） - 信従三女[40]。
  - 子：平尾鍒蔵信享（文政元年（1818年） - 明治31年（1898年）） - 勤皇家[40]。
    - 孫：下田歌子 - 教育者[40]。
- 妻：某（寛政10年（1798年） - 天保5年（1834年）10月17日）[39]
  - 東条鍈二郎信升（文政12年（1829年） - 明治30年（1897年）10月17日）[39]
  - 子：某 - 天保5年（1834年）1月夭折[39]。
  - 子：某 - 慶応3年（1867年）夭折[39]。
- 妻：てつ（天保13年（1842年） - 明治元年（1898年）5月21日） - 一橋徳川家附幕臣娘[39]。